# 養命製薬
養命製薬株式会社（ようめいせいやく）は、富山県射水市に所在する医薬品メーカーである。

## 概要
原料のほとんどに生薬（古来から珍重される貴重な原料も多く使用している）を使用した丸剤を中心とした循環器用薬及び緩下剤等の製造販売を行っている。六神丸をはじめとして、ルチン養命丸、快通養命丸等、丸剤を中心に研究開発を続けている。

## 沿革
出典→
- 1909年 - 清朝末期の中国大陸ににて1906年より3年間六神丸の原料と製法を調査研究してきた森田次作により森田養命堂を設立。
- 1947年 - 法人化。
- 1978年1月 - GMP適合工場を完成。
- 1985年11月 - 大門町企業団地に本社工場を移転。

## 事業所
本社工場
富山県射水市布目沢622-6（大門企業団地内）
富山営業所
富山県富山市永楽町7-10

## 主な製造医薬品
個別に提示された箇所を除いた出典→
- 本方虔修六神丸[4]
- 虔脩森田六神丸
- 虔脩森田六神丸（大粒）
- 養命丸
- ルチン養命丸